# São Cristóvão e Neves nos Jogos Pan-Americanos de 1995
São Cristóvão e Neves nos Jogos Pan-Americanos de 1995 competiram pela 1ª vez no evento.
Em sua primeira participação o país não conseguiu obter medalha alguma.